# Порталът
„Порталът“ е български минисериал от 2021 г. на режисьора Илиян Джевелеков по сценарий на Матей Константинов, Нели Димитрова и Илиян Джевелеков.
Състои се от 6 епизода. Наричан е „първият наш (български) сериал, който следва успешно западните стандарти“.
Премиерата му е по БНТ 1 от 21:00 на 2 май 2021 г. Главните роли се изпълняват от Велислав Павлов, Александър Кънев, Джулия Бочева и Стефания Йорданова Кочева. В актьорския състав е и Татяна Лолова, за която това е последната екранна роля преди смъртта ѝ на 22 март 2021 г. Снимките започват през октомври 2020 г.
Част от сюжета свързан със смъртта на Жана Янева е по действителен случай. Вдъхновен е отчасти от мистериозната смърт на говорителката Татяна Титянова.

## Сюжет
Внимание:  Текстът по-долу разкрива сюжета на произведението (или части от него)!
След като дълго е пътувал назад във времето физикът и пътешественик доц. Димо Троянов – Джингиби, който единствен носи знанието за „Порталът“, за първи път се озовава в своята София 40 години напред. Това от своя страна дава възможност на племенника му – криминалният психолог Крум Бонев, да се пренесе в социалистическа България през 1979 година, за да осуети убийството на певицата Жана Янева, което все още не се е случило. Съдбата на съвременния мъж, който пътува във времето чрез тайнствен портал, изправя миналото срещу бъдещето.

## Актьорски състав
- Велислав Павлов – Крум Бонев
- Александър Кънев – доц. Димо Троянов – Джингиби
- Джулия Бочева – Ани Лиянова през 1979 година
- Стефания Кочева – Жана (Ганка) Янева
- Татяна Лолова – леля Зорка
- Мария Стефанова – Дора, майката на Крум през 2019 година
- Стефка Янорова – професор Татяна Барахарска през 2019 година
- Михаил Мутафов – свещеник
- Свежен Младенов – Сава Панайотов през 1979 година
- Герасим Георгиев – Геро – Чичо
- Дарин Ангелов – Боян, съпругът на Жана
- Радена Вълканова – Блага Панайотова
- Веселин Анчев – Васко, бащата на Крум
- Деси Моралес – Юлия
- Даниел Цочев – Стойчо Масларски
- Николай Станоев – Гогата, барман в клуб „Яйцето“
- Елена Кабасакалова
- Лора Христова – Мина Тодорова
- Георги Златарев
- Момчил Степанов – Джорджо Струната
- Константин Еленков
- Мария Илиева – Йорданка Христова
- Светослав Пеев
- Илиана Коджабашева – Дора, майката на Крум през 1979 година
- Меглена Караламбова – Ани Лиянова през 2019 година
- Христо Мутафчиев – Добри Панайотов през 2019 година
- Борис Луканов – Сава Панайотов през 2019 година
- Асен Мутафчиев – Добри Панайотов през 1979 година (в серия: I)
- Михаил Милчев – (в серии: I, V)
- Красимир Доков – (в серии: I, III)
- Николай Върбанов – (в серии: I, III)
- Даниела Савова – Джиджи – (в серии: I, III)
- Георги Спасов – (в серии: I, III, IV)
- Кирил Бояджиев – (в серия: I)
- Христо Ботев – Бай Милан (в серии: I, II, IV, V)
- Корнелия Петкова – (в серия: I)
- Сеня Александрова – (в серия: I)
- Йоан Павлов – (в серия: I)
- Елица Костова – (в серия: I)
- Иво Райчев – (в серия: I)
- Цветан Пейчев – (в серия: I)
- Александър Караколев – (в серия: I)
- Венцислав Попов – (в серия: I)
- Димитър Георгиев – (в серия: I)
- Валентин Бурски – (в серия: I)
- Явор Михайлов – (в серия: I)
- Бойко Боянов – (в серия: I)
- Павел Петков – (в серия: I)
- Иван Георгиев – (в серия: I)
- Снежанка Златанова – (в серия: I)
- Танчо Иванов – (в серия: I)
- Веселин Проданов – (в серия: I)
- Боян Стоянов – (в серия: I)
- Кирил Иванов – (в серия: I)
- Даниел Русев – (в серии: I, III)
- Венцеслав Димитров – (в серия: I)
- Йордан Тинков – (в серия: I)
- Димитър Йончев – (в серии: I, III)
- Георги Матев – (в серия: I)
- Александър Митов – (в серия: I)
- Виктор Липовски – (в серии: I, V)
- Здравко Миленов – (в серии: I, III)
- Владимир Николов – (в серия: I)
- Катерина Липовска – (в серии: I, II)
- Алексеа Герова – (в серия: I)
- Андрея Герова – (в серия: I)
- Анжела Георгиева – (в серия: I)
- Нико Вълчев – (в серия: I)
- Иво Вучков – (в серия: I)
- Стефан Геров – (в серия: I)
- Кирил Кирилов – (в серия: I)
- Дияна Спасова – (в серии: II)
- Николай Луканов – (в серии: II)
- Николай Беров – (в серии: II)
- Веселин Цанев – (в серии: II)
- Мария Гатева – (в серии: II)
- Христо Пъдев – (в серии: II, III)
- Аделина Петрова – (в серии: II)
- Константин Гацов – (в серии: II)
- Ганчо Бакалов – (в серии: II)
- Христо Хаджикостов – (в серии: II)
- Миа Маринова – (в серии: II)
- Карина Кюркчийска – (в серии: II)
- Дара Василева – (в серии: II)
- Ангел Стефанов – (в серии: II)
- Веселина Мишева – (в серии: II)
- Виктория Колева – (в серии: III, IV, V)
- Росица Обрешкова – (в серии: III, IV, V)
- Стефан Димитров – (в серии: III)
- Красимир Недев – (в серии: III)
- Борис Атанасов – (в серии: III, V)
- Калина Липовска – (в серии: III, V)
- Симона Дюлгерова – (в серии: III)
- Ели Колева – (в серия: IV)
- Гаро Мурадян – (в серия: IV)
- Янко Велков – Янец – (в серии: IV, V)
- Иво Аспарухов – (в серия: IV)
- Тодор Димов – (в серия: IV)
- Божидара Димова – (в серия: IV)
- Мартин Пашов – (в серия: V)
- Михаил Рядков – (в серия: V)
- Васил Делиев – (в серия: V)
- Иван Станчев – (в серия: V)
- Методи Атанасов – Мето – (в серия: V)
- Розалия Абгарян – (в серия: V)
- Валентин Владимиров – (в серии: V, VI)
- Иван Тодоров – (в серии: V, VI)
- Стефан Пашов – (в серии: V, VI)
- Димитър Ралев – (в серия: V)
- Юри Йорданов – (в серия: V)
- Владимир Камов – (в серия: V)
- Ива Кирова – (в серия: V)
- Марияна Петрова – (в серия: V)
- Симона Попова – (в серия: V)
- Красимира Демирова – (в серия: VI)
- Марин Стойчовски – (в серия: VI)
- Светослав Кангалов – Въско – (в серия: VI)
- Малин Маринов – (в серия: VI)
- Станислав Кертиков – (в серия: VI)
- Здравко Петров – Янко Миладинов (в серия: VI)